# Points North Landing Airport
Points North Landing Airport är en flygplats i Kanada.   Den ligger i provinsen Saskatchewan, i den centrala delen av landet, 2 400 km nordväst om huvudstaden Ottawa. Points North Landing Airport ligger 477 meter över havet.
Terrängen runt Points North Landing Airport är platt. Trakten runt Points North Landing Airport är nära nog obefolkad, med mindre än två invånare per kvadratkilometer.. Det finns inga samhällen i närheten. 